# Priliximab
Il priliximab (cMT 412 secondo la Denominazione Comune Internazionale) è un anticorpo monoclonale; si tratta di una proteina frutto della fusione tra un'immunoglobulina murina e una umana. Prodotto dalla Janssen Pharmaceutica, è stato oggetto di sperimentazioni cliniche su pazienti con malattia di Crohn o con sclerosi multipla. Nonostante i risultati degli studi fossero promettenti, la Food and Drug Administration non ha approvato la commercializzazione del priliximab.
Ha per molecola bersaglio il CD4, espresso in particolare sulla superficie cellulare dei linfociti T helper.